# Umbra vampirului
Umbra vampirului (titlu original: Shadow of the Vampire) este un film de groază din 2000 regizat de E. Elias Merhige. Este produs de Nicolas Cage și Jeff Levine. A avut premiera la Festivalul de Film de la Cannes la 15 mai 2000. Rolurile principale au fost interpretate de actorii  John Malkovich, Willem Dafoe, Cary Elwes, John Aden Gillet, Eddie Izzard, Udo Kier, Catherine McCormack și Ronan Vibert.
Filmul prezintă producția fictivă a peliculei clasice Nosferatu, eine Symphonie des Grauens (Nosferatu – Simfonia groazei) de Friedrich Wilhelm Murnau.

## Distribuție
| Actor               | Personaj                                                                 |
| ------------------- | ------------------------------------------------------------------------ |
| John Malkovich      | Friedrich Wilhelm Murnau, regizorul filmului Nosferatu                   |
| Willem Dafoe        | Max Schreck, care a interpretat Graf Orlok/Nosferatu în filmul Nosferatu |
| Udo Kier            | Albin Grau, ocultist, producătorul filmului Nosferatu                    |
| Cary Elwes          | Fritz Arno Wagner, dir. de imagine                                       |
| Catherine McCormack | Greta Schroeder, care a interpretat rolul Ellen Hutter                   |
| Eddie Izzard        | Gustav von Wagenheim, care a interpretat rolul Thomas Hutter             |
| Aden Gilett         | Henrik Galeen                                                            |
| Nicholas Elliot     | Paul                                                                     |
| Ronan Vibert        | Wolfgang Muller                                                          |